# La mezquita de la pradera
La mezquita de la pradera (originalmente en inglés: Little Mosque on the Prairie: La pequeña mezquita de la pradera) es una comedia de televisión canadiense creada por Zarqa Nawaz y producida por WestWind Pictures, transmitida originalmente entre 2007 y 2012 en CBC. Filmada en Toronto, Ontario y Saskatchewan, la serie se exhibió en el Festival Internacional de Cine Dawn Breakers. Después de que el final de la serie se emitiera en abril de 2012, Hulu anunció que comenzaría a ofrecer la serie bajo el nombre de Little Mosque ese verano.
En España fue emitida por Sony TV. La serie hizo su debut en Estados Unidos en Pivot en agosto de 2013.

## Trama
La serie se centra en la comunidad musulmana en la pradera ficticia de Mercy, Saskatchewan (14.000 habitantes). Las principales instituciones de la comunidad son la mezquita local, presidida por el imán Amaar Rashid y ubicada en el salón parroquial alquilado de la iglesia anglicana de la ciudad, y Fatima's Café, un restaurante del centro dirigido por Fatima Dinssa. Los patriarcas de la comunidad son Yasir Hamoudi, un contratista de construcción que originalmente lideró el dinero para establecer la mezquita bajo el pretexto de que estaba alquilando oficinas para su negocio, y Baber Siddiqui, un profesor de economía de la universidad que sirvió como el imán temporal de la mezquita hasta que Amaar fue contratado.
La ciudad de Mercy está gobernada por la alcaldesa Ann Popowicz. Sarah Hamoudi, la esposa de Yasir, trabaja como oficial de relaciones públicas en la oficina de Popowicz. Sin embargo, después de que Yasir tuvo que abandonar Mercy e ir al Líbano en el episodio 10 de la temporada 4, Sarah logró su compañía contratada.
El título es una obra de teatro sobre el nombre del clásico libro estadounidense y serie de televisión, Little House on the Prairie. Las dos series no están relacionadas, aparte de la versión modificada del logotipo del título que se usó en las primeras temporadas.

## Personajes
- Amaar Rashid (Zaib Shaikh) - Anteriormente un gran abogado de Toronto, encuentra un nuevo llamamiento como clérigo y responde a un anuncio para convertirse en un Imam en la Mezquita de Mercy. Lo hace a pesar de la consternación de su familia. Tiende a apoyar los movimientos liberales dentro del Islam, a veces poniéndolo en conflicto con los musulmanes más conservadores de la comunidad. Amaar tiende a ser sarcástico, al que culpa de su trabajo como abogado. Sus padres ricos (Hrant Alianaky Veena Sood no son religiosos en absoluto, y continúan presionando a Amaar para que regrese a su carrera de ley mucho más lucrativa. Tiende a decir "¡Yo soy el imán!" para demostrar su punto de vista o para demostrar que, a pesar de su edad, tiene autoridad. Usualmente usa esto cuando otros personajes (particularmente Rayyan y Baber) están peleando y no escuchan la razón. También se sabe que Amaar es mezquino y guarda rencor, pero en general es un buen hombre y un buen hombre de fe. Amaar se casó con Rayyan al final de la temporada 5. Han regresado de su luna de miel a Mercy después de que Sarah y Yasir se divorciaran. En la temporada 6, Amaar no comienza como Imam a pesar de la presión de algunos miembros de la congregación para hacerlo.
- Yasir Hamoudi (Carlo Rota) - Un contratista que maneja su negocio desde una oficina en la mezquita, es un hombre práctico que busca un compromiso. Está comprometido con el islam, pero también es un oportunista y no, como podría decir su hija, "un buen musulmán". Por ejemplo, una de las razones principales por las que ayuda con la mezquita es porque no quiere perder su espacio de oficina libre, pero perdió ese privilegio cuando el obispo de la iglesia se enteró del acuerdo y ordenó al Reverendo Magee que pagara la renta correspondiente a la organización de la Iglesia para ello que fue transmitida a Yasir. Yasir es un miembro con tarjeta del Partido Conservador de Canadá., aunque más por las oportunidades de trabajo en red que por cualquier interés particular en ser políticamente activo. Su papel se redujo en las temporadas cuatro y cinco, debido a otros compromisos de actuación de Rota; dentro del programa, su ausencia fue explicada como un regreso temporal al Líbano para cuidar a su madre enferma. Se dice que Yasir se quedó para quedarse en el Líbano, en el proceso de separación de su esposa, Sarah, después de un matrimonio de 31 años.
- Sarah Hamoudi (Sheila McCarthy) - Una ex anglicana, Sarah se convirtió al islam cuando se casó con Yasir. Al igual que su esposo, ella lucha con las costumbres y normas musulmanas y, a menudo, aparece con su hija más piadosa, Rayyan. Ella lleva el hijab cuando asistía a los servicios en la mezquita, pero no a diario. Después de su divorcio de Yasir, regresó a su nombre original Sarah Cunningham ante la insistencia de Ann Popowicz. Ann quería que Sarah tuviera "Danger" como su segundo nombre, pero terminó siendo Dangler. Después del divorcio de Sarah, Baber y el Reverendo Thorne comienzan a competir por su alma o de qué religión puede convertirse. Se reveló que Sarah también carecía de un lado salvaje y sus recuerdos de un pasado salvaje eran en realidad su vida a través de su amiga Ann Popowicz. Sarah intenta liberarse cuando besa a un extraño llamado Lou y se mete en una pelea en el bar con su novia Svetlana. Más tarde pasa por una crisis espiritual, dejando que el islam regrese a la iglesia anglicana, pero finalmente descubre que realmente quiere ser musulmana y por eso renueva su shahadah.
- Rayyan Hamoudi (Sitara Hewitt) - La hija de Yasir y Sarah, un médico. Ella sigue el feminismo islámico, mantiene el hijab sartorial y toma su religión muy en serio. Sus tratamientos médicos occidentales.Se encuentran con la desaprobación de Fátima, que utiliza los remedios tradicionales de Nigeria. Ella es ocasionalmente frustrada por su propia ambición; en un episodio, ella insiste en ser nombrada como representante de la mezquita en el Consejo Interreligioso local como su precio por dejar de lado una discusión con Amaar, solo para descubrir en su primera reunión que el Consejo es realmente poco más que un comité de venta de pasteles interreligioso. Rayyan siempre ha tenido sentimientos por Amaar y actualmente están casados. Rayyan empujó a su madre a unirse a un grupo de divorcio, pero más tarde descubrió sus propias inseguridades respecto a su matrimonio. Su temor es que el divorcio de sus padres pueda llevar a problemas entre ella y Amaar. En este temor, abandona sus hábitos de beber leche de la caja y obligar a Amaar a colocar los platos de cierta manera en el lavavajillas.
- Baber Siddiqui (Manoj Sood): un profesor de economía de la universidad divorciado y el miembro más conservador de la comunidad musulmana en la Misericordia, actuó como imán antes de la llegada de Amaar al episodio piloto. cuando Amaar deja su trabajo brevemente en la Temporada 3, Baber nuevamente se hace cargo de imam, y demuestra ser una de las razones por las que la comunidad está tan decidida a recuperar a Amaar. Su conservatismo a menudo entra en conflicto con los deseos de su hija adolescente Layla, aunque él la ama mucho (de hecho, la razón principal por la que tiene la custodia de ella es que cuando su exesposa vino a visitarlo después de mudarse a Mercy, ella vio que la única Lo que se había molestado en desempacar era la foto de su hija en la pared. Lleva un taqiyah y un shalwar kameezy constantemente despotricaba, alababa y se quejaba de todo, hasta el punto de que la mayoría de sus conocidos lo consideraban odioso. Una vez, falsamente afirmó que estaba en la lista de exclusión aérea estadounidense para encubrir su propio miedo a volar, lo que provocó que Rayyan y Amaar lo llevaran al consulado estadounidense en Regina tres veces por separado para ayudarlo a limpiar su nombre. Llama a la mayoría de los no musulmanes " imbéciles " e " infieles ", aunque es bastante obvio que no es un fanático peligroso, sino una simple manivela inofensiva. En el episodio "The Letter", Baber se interesa por una oradora motivacional femenina (interpretada por Andrea Martin) quien está varado en la Misericordia, quien a su vez se interesa en él. Todo va bien hasta que Baber emite algunos comentarios antisemitas. El orador motivacional se ofende y le revela a Baber que ella es judía. Baber viene a Amaar en busca de orientación. Amaar le recuerda que el antisemitismo no es tolerado en la fe musulmana. Baber también se enamora de la estratagema de Thorne de hacerse cargo de Imam, lo que llevó a que Amaar fuera eliminado como Imam. El hecho de traer a los entusiastas Rahaloon resultó en la remoción de la mezquita de la iglesia. Más tarde, Amaar hizo las paces con Baber cuando fue reincorporado como Imam. Baber realizó la boda de Amaar y Rayyan y se fueron a su luna de miel. A su regreso, se revela que Baber es el actual Imam y es un buen amigo del Reverendo Thorne.
- Fatima Dinssa (Arlene Duncan) - Una inmigrante nigeriana conservadora y viuda propietaria de un café / restaurante. Ella es animada y disfruta participar en combates verbales, frecuentemente con Fred Tupper, el fanático local y el "chocador de la radio" que está enamorado de ella. Ella odia el Mercy Diner, su competencia. Ella tiene un hijo, Jamal (Demetrius Joyette), quien odia que su madre lo obligue a jugar ayo. Ella se convierte oficialmente en una ciudadana canadiense durante la ejecución del programa. Su experiencia culinaria es reconocida por todos los residentes de la Misericordia, musulmanes y no musulmanes por igual. La mayoría de las veces, esto se usa para subrayar cuánta buena comida puede crear un puente sobre las barreras culturales.
- Reverendo Duncan Magee (Derek McGrath) - El sacerdote de la Iglesia Anglicana que también alberga la mezquita, es un buen amigo de Amaar y los dos clérigos a menudo se recurren el uno al otro para pedir consejo. Él es liberal, una vez que se ofrece a realizar un matrimonio homosexual en la iglesia, y está dispuesto a hacer frente a la jerarquía de la iglesia cuando cree que está actuando de manera inconsistente con el verdadero mensaje del cristianismo. A menudo lamenta el triste estado de su propia iglesia y congregación. Su personaje, desafortunadamente, sale del programa después de la tercera temporada, para ser reemplazado por el ambicioso, joven y claramente menos complaciente Rev. William Thorne. En las temporadas 1-3, se revela gradualmente que tiene varios pasatiempos (como rizar, correr y pintar), todos tomados muy en serio. Su presencia en el programa ilustra los puntos en común entre las religiones islámica y anglicana y los problemas similares que deben enfrentar los sacerdotes de cada fe.
- La alcaldesa Ann Popowicz (Debra McGrath): alcaldesa de Mercy, apoya a la comunidad musulmana a cambio de sus votos. Se preocupa principalmente por maximizar los beneficios de su oficina y minimizar la cantidad de trabajo que realmente tiene que hacer. Tiene una pequeña racha, ya que se sabe que data de los miembros de Hells Angels y tiene más esqueletos en su armario que el cementerio local. Ella es ingeniosa, contundente y un poco exuberante, pero se apoya mucho en Sarah, su persona de relaciones públicas, cuando da un paso en falso.
- Fred Tupper (Neil Crone) - La bocina local y presentadora de un programa de entrevistas en la estación de radio local, a menudo compara a los musulmanes con los terroristas que quieren apoderarse del país. Sin embargo, a veces se encuentra en la incómoda posición de ponerse del lado de la comunidad musulmana, como lo demuestra la primera temporada. Un episodio de flashback reveló que su desconfianza hacia los musulmanes proviene más de un encuentro desagradable con Baber que de cualquier prejuicio profundamente arraigado. Sus discursos de radio son principalmente una persona que acapara calificaciones; Si bien puede ser un imbécil en el aire, trata a casi todos con la misma condescendencia (no solo a los musulmanes). Para la temporada 3, se revela que sus comentarios objetables tienen más que ver con el hábito y el mantenimiento de las calificaciones, en lugar de cualquier desagrado activo de los musulmanes. De hecho, cuando cree que se está muriendo, es francamente amigable con todos (incluidos los musulmanes) y casi declara su amor a Fátima. Ella amablemente le permite su dignidad cuando él afirma que es de hecho su hummus lo que ama. Fred Tupper también es un divorciado.
- Layla Siddiqui (Aliza Vellani) - La hija de Baber y el retrato de una adolescente musulmana promedio que lucha por encontrar el equilibrio adecuado entre su deseo de ser un buen musulmán y su deseo por el estilo de vida de una adolescente canadiense normal que le gusta la música, la ropa y los niños. Puede ser rebelde y sarcástica, especialmente en las debilidades de su padre (se refiere a su hogar como "Baberistán"), pero también es muy perspicaz y perspicaz.
- Junaid Jaffer, también conocido como JJ (Stephen Lobo) - Hijo de Karim, el amigo de Yasir y novio de Rayyan, durante las temporadas 2-3. El excompañero de juegos de la infancia geek se convirtió en un ingeniero urbano, guapo y rico que puede ser indeciso y eventualmente deja a Rayyan en el altar.
- Joe Peterson (Boyd Banks): un granjero local y un compañero de Fred Tupper que siempre genera problemas. Básicamente, un hoser estereotipado, en su mayoría intercambia insultos baratos con Fred y, ocasionalmente, causa un caos al ir a dar una vuelta en su tractor. Es principalmente un personaje de alivio cómico, que aparece en casi todos los episodios, sin un papel principal en la trama. A pesar de esto, se usa para desafiar las suposiciones de los espectadores ya que se revela que es sorprendentemente bien leído. De hecho, para su sorpresa mutua, él y Baber se han dado cuenta de que están de acuerdo en las cosas más a menudo de lo que esperan, desarrollando una amistad que a veces se ve obstaculizada por las diferencias culturales. Incluso encuentra puntos en común con Sarah, después de haber leído y amado la novela que eligió para el club de lectura.
- Nate Shore (Jeff White) - Editor y reportero del periódico local. Él tiene una actitud muy zen respecto a su trabajo como la principal fuente de noticias de una pequeña y diminuta ciudad. Es un buen amigo de Amaar, a pesar de la exasperación ocasional de Amaar por su personalidad despreocupada.
- Reverendo William Thorne (Brandon Firla) - El reemplazo del Rev. Magee, siente que es su deber religioso competir con Amaar por las almas de los residentes de la Misericordia. Al principio, usa la naturaleza perdonadora de Amaar para construir su congregación y finalmente expulsa a la mezquita, pero los trae de vuelta porque al Archidiácono le gusta tener una mezquita en la iglesia para mostrar la diversidad cultural. Se revela que siente una gran vergüenza por ser adoptado y no le gusta su hermano mayor. Thorne finalmente toma la ayuda de Amaar para convertirse en una mejor persona y comienza a tratar de convencer a Amaar de que sea su amigo. Está celoso de Reverendo Magee cuando vuelve a ser el mejor hombre de Amaar porque Amaar claramente prefiere al viejo reverendo. Thorne muestra cierta debilidad cuando se revela que está enamorado de Rose, la bibliotecaria de la ciudad, pero es demasiado tímida para invitarla a salir. Con la ayuda de Rayyan y Amaar, los dos comienzan a salir.

## Producción
Aunque el programa se desarrolla en Saskatchewan, la producción real se divide entre Saskatchewan y Ontario. Los episodios 1 y 2 se filmaron en Regina, pero el resto de la primera temporada se filmó en el área de Toronto. Indian Head, donde se ha construido un conjunto para el exterior de la mezquita, se duplica para los exteriores del espectáculo. El exterior del edificio de Film Rescue International destaca por el ayuntamiento y la certificación de plomería y calefacción como el concesionario local de autos usados. El Novia Cafe, cuyo frente se utiliza en el programa como sustituto de Fatima's, se encontraba en Regina. Se cerró a principios del verano de 2011.
Los actores Zaib Shaikh y Aliza Vellani son musulmanes. Sitara Hewitt (Rayyan) también es de ascendencia musulmana paquistaní parcial, pero fue criada como cristiana, ya que ambos padres son cristianos anglicanos. Manoj Sood (Baber) es un punjabi hindú.
Zarqa Nawaz basó gran parte del espectáculo en sus experiencias personales. Muchos de los personajes están parcialmente inspirados por su familia y amigos. El episodio "La barrera" se basa en un verdadero acontecimiento en la mezquita de Nawaz cuando los musulmanes conservadores entrantes presionaron al imán para que pusiera una barrera que separara a hombres y mujeres. El episodio piloto también contenía una sátira de la detención de Maher Arar en 2002.
Los actores invitados que han aparecido en el programa incluyen a Colin Mochrie, Dan Redican, Samantha Bee, Dave Foley, Maria Vacratsis, Sam Kalilieh, Peter Wildman, Sugith Varughese, Hrant Alianak, Veena Sood, Kathryn Winslow, Jayne Eastwood, Patrick McKenna y Tom Jackson, así como el jugador de hockey Darcy Tucker, el rizador Glenn Howard y el comentarista deportivo Ron MacLean.

### Personal de producción
Los productores ejecutivos del programa son Mary Darling y Clark Donnelly, dueños de WestWind Pictures, y Allan Magee. Los productores son Colin Brunton y Michael Snook. El productor asociado es Shane Corkery, con Jason Belleville, Dan Redican y Zarqa Nawaz como productores consultores.
El equipo de redacción incluye o ha incluido a Susan Alexander, Cole Bastedo, Jason Belleville, Andrew Carr, Andrew De Angelis, Claire Ross Dunn, Sadiya Durrani, Greg Eckler, Anthony P. Farrell, Josh Gal, Sarah Glinski, Barbara Haynes, Karen Hill, Paul Mather, Jackie May, Zarqa Nawaz, Paul Pogue, Al Rae, Dan Redican, Sam Ruano, Vera Santamaria, Rebecca Schechter, Rob Sheridan y Miles G. Smith. Carr, Mather y Sheridan fueron anteriormente escritores para Corner Gas.
Los directores de las primeras cuatro temporadas incluyen Michael Kennedy (33 episodios, incluyendo el piloto y la primera temporada completa), Brian Roberts (14), Jim Allodi (6), Steve Wright (4), Jeff Beesley (4), Paul Fox (4), y Zarqa Nawaz (1).
Faisal Kutty, abogada, académica y escritora radicada en Toronto, fue la primera asesora de contenido de práctica y cultura islámica para el programa. Fue responsable de proporcionar consejos y comentarios sobre la precisión en términos de la descripción de las normas y prácticas islámicas. También proporcionó información a productores y escritores.

## Temas
Mientras que el espectáculo deriva algo de su humor de explorar las interacciones de los musulmanes con los pueblos no musulmanes de Mercy, y el contraste de las opiniones conservadoras islámicas (sostenidas principalmente por los personajes de Baber y Fátima) con interpretaciones más liberales del Islam (como lo representan Amaar y Rayyan), en su esencia, el programa es esencialmente una comedia de situación tradicional cuyo rasgo más inusual es el simple hecho de estar ubicado entre una comunidad cultural subrepresentada e incomprendida. La propia Nawaz ha declarado que la agenda principal del programa es ser divertido, no una plataforma política. También ha declarado que considera la comedia como una de las formas más valiosas y poderosas para derribar barreras y alentar el diálogo y la comprensión entre culturas.
Esto está representado por el lema promocional del programa, "Pequeña ciudad de Canadá con un pequeño giro musulmán": el ángulo religioso, aunque siempre está presente, está vinculado en gran medida y, a veces, es secundario a los temas de comedia estándar y universales, como la familia, los amigos y el humor. en todos los días de la vida. Por ejemplo, mientras que el programa a veces aborda las historias con una ventaja política, como un personaje que dice no poder asistir a una conferencia en los Estados Unidos porque dice que fue colocado incorrectamente en una lista de exclusión aérea (cuando en realidad es simplemente temerosos de volar o de ser atacados por el Servicio de Inteligencia de Seguridad de Canadá, incluso estas situaciones se exploran tanto por su humor como por su política. El programa mucho más comúnmente explora temas puramente cómicos, como si una mujer musulmana aún tiene que cubrirse el pelo si el único hombre que puede verla es gay, si los musulmanes pueden rizarse, si regatear con el vendedor de alfombras cuando compra una alfombra de oración. o si el pañuelo en la cabeza de una mujer musulmana es suficiente para mitigar un mal día. Los críticos de televisión también han acreditado esta combinación de una premisa que llama la atención con temas de comedias convencionales y familiares como una de las razones principales por las que el programa retuvo exitosamente a una audiencia después de su debut.
La serie también evita problemas de estereotipos al tener personajes tanto en la comunidad musulmana como en la no musulmana que cruzan todo el espectro de la opinión política. Baber y Fátima, que representan puntos de vista conservadores dentro del Islam, están equilibrados por el presentador de radio conservador Fred Tupper entre los no musulmanes, mientras que Amaar y Rayyan, quienes representan el liberalismo islámico, están equilibrados por el liberal anglicano Rev. Mago Los más moderados Yasir y Sarah, que tratan de ser buenos musulmanes pero no están particularmente definidos por su fe, están equilibrados entre los no musulmanes por el alcalde Popowicz, a quien no le importa cuáles sean las creencias religiosas de nadie mientras voten para ella el día de las elecciones.
El personaje de Hewitt de Rayyan Hamoudi, en particular, se ha destacado en los medios de comunicación como un modelo sólido y único para las mujeres musulmanas jóvenes, tanto por su capacidad de reconciliar un compromiso con su fe musulmana con un estilo de vida occidental moderno inspirado en el feminismo. carrera, y como un ícono de la moda que se viste con ropa que es religiosamente apropiada pero elegante, profesional y contemporánea.

## Lanzamiento en DVD
Entertainment One lanzó las seis temporadas de Little Mosque on the Prairie en DVD en la Región 1 (solo en Canadá). La temporada 6 fue lanzada el 23 de octubre de 2012.
El logotipo de la serie utilizado para la portada de los lanzamientos de DVD no utiliza las imágenes de la mezquita de la versión televisada, por lo que es similar a la utilizada por Little House on the Prairie, excepto por el uso de la palabra "Mosque" en lugar de "House ".

## Recepción
Inusual para una serie de televisión canadiense, Little Mosque recibió una amplia publicidad por adelantado en los medios internacionales, con historias que aparecen en The New York Times, The Washington Times y Houston Chronicle, así como en CNN, NPR y la BBC.
El espectáculo se estrenó el 9 de enero de 2007 a las 8:30.   p. m. El piloto luego se reactivó el 15 de enero en el horario regular del programa, y la serie salió al aire los lunes a las 8:00.   p. m. (todo el tiempo media hora más tarde en Terranova).
El estreno de la serie atrajo a una audiencia de 2.1 millones, una calificación excepcionalmente fuerte para la programación doméstica en el mercado de la televisión canadiense, y a la par con las calificaciones canadienses para la popular serie estadounidense. De hecho, fue la audiencia más grande que el CBC había logrado en una década para un programa de entretenimiento. En comparación, Corner Gas, uno de los programas de televisión canadienses mejor calificados, atrae a poco menos de un millón y medio de espectadores para un episodio típico. El segundo episodio, transmitido contra la segunda noche del tan esperado estreno de la temporada de American Idol en la mayoría de los mercados, tuvo 1.2 millones de espectadores, una fuerte caída, pero todavía una calificación alta para una comedia canadiense, y muy alta para CBC Television, que ha tenido problemas para atraer grandes audiencias para su programación de secuencias de comandos en los últimos años.
Al final de la temporada del programa el 7 de marzo de 2007, el programa atrajo a 1.1 millones de espectadores, o un promedio de 1.2 millones para la temporada. CBC Television renovó el programa para una segunda temporada con 20 episodios, que comenzó a transmitirse el 3 de octubre de 2007 y continuó atrayendo un promedio de un millón de espectadores por episodio.
CBC renovó el programa para una tercera temporada el 7 de marzo de 2008. La tercera temporada se estrenó en CBC Television el 1 de octubre de 2008. En su tercera temporada, las calificaciones disminuyeron y, a diciembre de 2008, estaba atrayendo una cuarta parte de su audiencia original. En su cuarta temporada, las calificaciones disminuyeron aún más y, a diciembre de 2009, atraía a 420,000 espectadores por semana, o el veinte por ciento de su audiencia original.
El 11 de febrero de 2011, se anunció que CBC había renovado la serie para una sexta y última temporada. Esta temporada comenzó a transmitirse en CBC el 9 de enero de 2012 y concluyó el 2 de abril de 2012.

### Recepción de la crítica
El escritor y productor canadiense Ken Finkleman (conocido por su serie de CBC The Newsroom) criticó la perspectiva soleada del programa. "Hay una profunda confusión y racismo sobre el lugar del Islam en el mundo occidental y es lo que se está fraguando en todo el mundo, y el espectáculo presenta este mundo donde todo es feliz".
El Los Angeles Times escribió: "La 'Mezquita' fue concebida a raíz de la crisis de la caricatura del Muhammad Danés de 2005 por la productora Mary Darling, su esposo, Clark Donnelly, y la escritora Zarqa Nawaz cuando se conocieron en el Festival de Televisión de Banff. La premisa básica era: ¿Cómo sería si un musulmán nacido y criado en Canadá se convirtiera en un imán?"
En lo que respecta al programa que inicialmente no se muestra en los Estados Unidos, el Los Angeles Times dijo: "El genio de 'Mosque' es que los personajes resuenan en los espectadores de todo el mundo. El programa se emite en 83 países, incluidos los Emiratos Árabes Unidos y Turquía; El formato se vendió a 20th Century Fox en 2008 para una nueva versión de EE. UU., pero no surgió nada. La explicación de Nawaz: 'No teníamos el 11-S, y tenemos una emisora pública. El 11 de septiembre afectó a la psique estadounidense de manera importante, y hay que ser sensible a eso ".

### Calificaciones semanales
| # | Episodio                      | Fecha del aire        | Espectadores |
| - | ----------------------------- | --------------------- | ------------ |
| 1 | "Pequeña mezquita"            | 9 de enero de 2007    | 2.178        |
| 2 | "La barrera"                  | 17 de enero de 2007   | 1.232        |
| 3 | "La casa abierta"             | 31 de enero de 2007   | 1.311        |
| 4 | "Nadando contra la corriente" | 6 de febrero de 2007  | 1.085        |
| 5 | "El Convert"                  | 14 de febrero de 2007 | 1.112        |
| 6 | "El archidiácono viene"       | 21 de febrero de 2007 | 0.906        |
| 7 | "Suegra"                      | 28 de febrero de 2007 | 1.001        |
| 8 | "Jugando con fuego"           | 7 de marzo de 2007    | 1.128        |

### Sindicación internacional
El 8 de mayo de 2007, WestWind Pictures anunció que el programa se emitiría en Francia, Suiza y países de África francófona a partir de julio. La compañía de televisión francesa Groupe Canal+ distribuirá la primera temporada del programa en julio a los no suscriptores de Canal +, un canal al que los espectadores deben suscribirse para poder ver. Los actores de voz franceses doblarán el espectáculo.
El 26 de septiembre de 2007, WestWind Pictures anunció que el programa se emitirá próximamente en Israel, Cisjordania, Gaza, Emiratos Árabes Unidos, Finlandia y Turquía. El 2 de octubre de 2007, Al Jazeera English confirmó que los Emiratos Árabes Unidos y Finlandia habían firmado acuerdos para comenzar a transmitir la serie en 2008.
Desde el 12 de junio de 2008, SRC, la red de habla francesa de CBC en Canadá, comenzó a transmitir el programa, doblado en francés, bajo el título La Petite Mosquée dans la Prairie.
La serie comenzó a transmitirse bajo el nombre de Little Mosque en Hulu en junio de 2012.
La serie hizo su debut en la televisión de Estados Unidos en Pivot en agosto de 2013 bajo el nombre de Little Mosque.

### Premios
El espectáculo fue nominado a Mejor guion en los Premios de comedia canadienses de 2007. El episodio "The Convert" fue nominado a Mejor Programa de Escritura o Programa de Variedad de Comedia o Variedad y Mejor Dirección de Programa o Serie de Comedia en los Premios Gemini 2007. El programa también fue nominado a Mejor Serie de Televisión.   - Comedia en el 2007 Directors Guild of Canada Awards.
A nivel internacional, Little Mosque ganó premios por Mejor Serie de Televisión Internacional y Mejor Guion en el RomaFictionFest 2007. El exmiembro del parlamento federal canadiense Rahim Jaffer, quien es musulmán, y el director Michael Kennedy presentaron la proyección del programa.
El programa ganó el Premio de Canadá por la representación mediática del multiculturalismo en los Premios Gemini de 2007, y el Premio de Búsqueda de Tierras Comunes de 2007, un premio internacional humanitario cuyos ganadores anteriores incluyen a Muhammad Ali, Desmond Tutu y Jimmy Carter.
Dado que los productores del espectáculo son bahá'ís, fue seleccionado y exhibido en el Festival Internacional de Cine Dawn Breakers en los festivales de 2008 y 2009, haciendo su primer estreno en festivales internacionales de cine en Estados Unidos y Europa.

### Versión planificada establecida en Estados Unidos
En junio de 2008, Fox anunció planes para adaptar Little Mosque on the Prairie en un ambiente estadounidense, en asociación con la productora del programa, WestWind Pictures. El acuerdo planificado no afectaría la versión canadiense si fuera a ser recogido en los Estados Unidos por otro distribuidor o red. La versión estadounidense del programa nunca se ha producido desde la adquisición.
En 2012, PPI Releasing, LLC adquirió los derechos de transmisión de la serie de televisión canadiense en los Estados Unidos.